# Intrinsische Bindungsenergien
Intrinsische Bindungsenergien (iBE) beschreiben die Stärke einer kovalenten chemischen Bindung im ungestörten Zustand der Bindung. Diese Größe ist keine Observable und muss somit durch theoretische Ansätze abgeleitet werden. Mit den Bindungsdissoziationsenergien (BDE) sind die iBEs dahingehend verknüpft, dass sich die BDEs aus der iBE und der Reorganisationsenergie (RE) zusammensetzt, die durch elektronische und geometrische Relaxation der Molekülfragmente beim Bindungsbruch gewonnen wird (BDE = iBE + RE).
Elegante Ansätze, die intrinsischen Bindungsenergien aus einer Analyse der Elektronendichte (einer Observablen) abzuleiten, wurden von Bader und Grimme vorgestellt. Paul von Ragué Schleyer und Kai Exner haben den Ansatz von Grimme kritisch untersucht und erweitert, das Konzept hat inzwischen Eingang in die Lehrbuchliteratur gefunden.
Intrinsische Bindungsenergien erlauben wichtige Einblicke in die Natur chemischer Bindungen.

## Anwendungen
Das Konzept der intrinsischen Bindungsenergien erlaubt es, viele lang andauernde Fragen zur Stabilität von chemischen Bindungen neu zu betrachten. So wird die gegenüber den CH-Bindungen in Methan (BDE = 444 kJ/mol, iBE = 435 kJ/mol, RE = 4,187 kJ/mol) deutlich erleichterte Dissoziation der tert.-CH-Bindung in Isobutan (BDE = 833 kJ/mol, iBE = 435 kJ/mol, RE = −33,5 kJ/mol) oder Methyl-CH-Bindungen in Propen (BDE = 373 kJ/mol, iBE = 431 kJ/mol, RE = −62,8 kJ/mol) nahezu ausschließlich den zugehörigen Reorganisationsenergien und nicht etwa den intrinsischen CH-Bindungsenergien zugeschrieben.
Die mit 115,1 bzw. 111 kJ/mol nahezu identischen Spannungsenergien von Cyclopropan und Cyclobutan werden nach diesem Ansatz auf eine Stabilisierung durch deutlich stärkere CH-Bindungen in Cyclopropan (gegenüber der Referenz Cyclohexan ist Cyclopropan um 49 kJ/mol, Cyclobutan um 15,5 kJ/mol durch stärkere CH-Bindungen stabilisiert) erklärt, welche die ansteigende Ringspannung (im Modell reflektiert durch verminderte CC-Bindungsstärken) nahezu kompensiert. Ferner lässt sich aus einer weiteren Analyse der intrinsischen CH- und CC-Bindungsenergien ein neuer Wert für die Stabilisierung von Cyclopropan durch sigma-Aromatizität von 47,3 kJ/mol ableiten.